# Dąbrowa (Cuiavia-Pomerania)
Dąbrowa è un comune rurale polacco del distretto di Mogilno, nel voivodato della Cuiavia-Pomerania.
Ricopre una superficie di 110,51 km² e nel 2004 contava 4 717 abitanti.